# Robert Spindler
Robert Spindler (* 1. Juni 1893 in Ansbach; † 23. Oktober 1954 in München) war ein deutscher Anglist.

## Leben
Der Schüler Max Försters promovierte 1923 über spätmittelenglische Visionsliteratur. Nach der Habilitation 1928 über Robert Browning und die Antike wurde er 1935 Försters Nachfolger und Seminarvorstand. Er trat 1933 der NSDAP bei (Mitgliedsnummer 3.213.223) und war seit 1934 Mitglied des NSDDB (Nr. 739). Als aktiver Nationalsozialist denunzierte er in Eingaben an die Universitätsleitung und an das Kultusministerium seinen Lehrer Max Förster. Dieser sei „jüdisch versippt“, stehe den Freimaurern nahe, heuchele nach außen nationale Gesinnung, sei aber in Wahrheit ein erbitterter Gegner des Nationalsozialismus und zudem geldgierig. 1939 verfasste er in einer Festschrift deutscher Wissenschaftler zum 50. Geburtstag Adolf Hitlers den Beitrag zur Lage der Anglistik.
1945 wurde Spindler aus dem Universitätsdienst entlassen. Ab 1950 war er im bayerischen Schuldienst tätig.

## Schriften (Auswahl)
- The Court of Sapience. Spätmittelenglisches allegorisch-didaktisches Visionsgedicht. Leipzig 1927, OCLC 310754849.
- Robert Browning und die Antike. Leipzig 1930, OCLC 906124598.
- Die Alpen in der englischen Literatur und Kunst. Leipzig 1932, OCLC 73878583.
- Das altenglische Bussbuch. Sog. Confessionale Pseudo-Egberti. Ein Beitrag zu den kirchlichen Gesetzen der Angelsachsen. Kritische Textausgabe nebst Nachweis der mittellateinischen Quellen, sprachlicher Untersuchung und Glossar. Leipzig 1934, OCLC 1068425724.